# Felicita Casella
Felicita Casella, all'anagrafe Felicita Lacombe (1820 – c. 1865), è stata una compositrice italiana di origini francesi.
Nacque a Bourges, sorella di Louis Lacombe. Prima del 1849 sposò il violoncellista e il compositore italiano Cesare Casella e si trasferì con lui a Porto.
La sua opera Haydée fu eseguita a Porto nel 1849 e nuovamente al Teatro Dona Maria di Lisbona nel 1853. La sua opera successiva fu Cristoforo Colombo, eseguita nel 1865 al Théâtre Impérial di Nizza.

## Opere
- Haydée, Portuguese opera (also Haidée, libretto di Luiz Felipe Leite) 1849
- Cristoforo Colombo, opera (libretto di Felice Romani) 1865
- Marcia funebre (per Maria II) for piano
- Ave verum per cori e piano